# Cariño
Cariño település Spanyolországban, A Coruña tartományban. Cariño Cedeira és Ortigueira községekkel határos. Lakosainak száma 3691 fő (2024).

## Népesség
A település népessége az utóbbi években az alábbiak szerint változott:
| Lakosok száma | 4967 | 4798 | 4700 | 4590 | 4474 | 4241 | 4072 | 3838 | 3763 | 3691 |
|               | 2001 | 2004 | 2006 | 2009 | 2011 | 2014 | 2016 | 2019 | 2021 | 2024 |